# Sympycnus nigriciliatus
Sympycnus nigriciliatus är en tvåvingeart som beskrevs av Becker 1922. Sympycnus nigriciliatus ingår i släktet Sympycnus och familjen styltflugor. Inga underarter finns listade i Catalogue of Life.